# Gnophos rjabovi
Gnophos rjabovi är en fjärilsart som beskrevs av Eugen Wehrli 1939. Gnophos rjabovi ingår i släktet Gnophos och familjen mätare. Inga underarter finns listade i Catalogue of Life.